# Якорь Нортхилла
Я́корь Нортхилла (англ. Northill anchor) — разновидность станового судового якоря повышенной держащей силы, изобретён американским инженером Нортхиллом в 1935 году.

## Конструкция и принцип действия

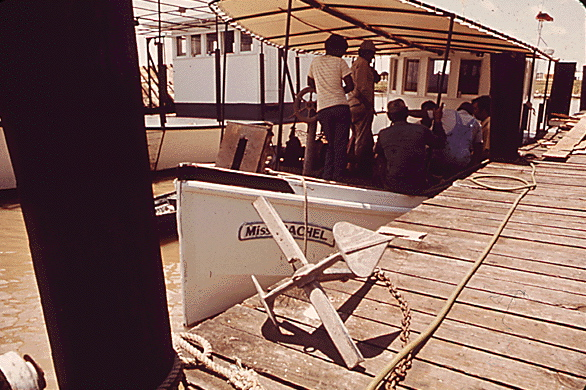
Якорь Нортхилла на причале

Якорь Нортхилла действует по принципу классического адмиралтейского — при падении на дно и натяжении якорь-цепи шток переворачивает его и якорь углубляется в грунт одной лапой. В отличие от адмиралтейского, шток якоря Нортхилла расположен на тренде и не только выполняет свою функцию, но и способствует увеличению держащей силы. С 1935 года фирма Нортхилла выпускала якоря весом от полутора до пятидесяти килограмм. Во время Второй мировой войны этими якорями снабжались американские тральщики, охотники за подводными лодками, спасательные суда и гидросамолеты (в том числе знаменитые «Каталины»). По сравнению со стандартным адмиралтейским якорем при одинаковой держащей силе якорь Нортхилла весит в восемь раз меньше.
Якорь Нортхилла — популярен в настоящее время среди любителей парусного спорта, так как обладает большой держащей силой и в складном варианте занимает мало места.